# F. League
O F. League é um campeonato de futsal profissional disputado no Japão desde 2007 pelos clubes da primeira divisão do país. A equipa vencedora obtém um lugar na AFC Futsal Club Championship.
O seu actual campeão é o Nagoya Oceans.

## Campeões
| Época     | Campeão       | 2º lugar          | 3º lugar                 |
| --------- | ------------- | ----------------- | ------------------------ |
| 2007/2008 | Nagoya Oceans | Bardral Urayasu   | Deução Kobe              |
| 2008/2009 | Nagoya Oceans | Bardral Urayasu   | Deução Kobe              |
| 2009/2010 | Nagoya Oceans | Pescadola Machida | Shriker Osaka            |
| 2010/2011 | Nagoya Oceans | Deução Kobe       | Vasagey Oita             |
| 2011/2012 | Nagoya Oceans | Shriker Osaka     | Deução Kobe              |
| 2012/2013 | Nagoya Oceans | Shriker Osaka     | Fuchu Athletic           |
| 2013/2014 | Nagoya Oceans | Vasagey Oita      | Bardral Urayasu          |
| 2014/2015 | Nagoya Oceans | Shriker Osaka     | Bardral Urayasu          |
| 2015/2016 | Nagoya Oceans | Fuchu Athletic    | Shriker Osaka            |
| 2016/2017 | Shriker Osaka | Pescadola Machida | Nagoya Oceans            |
| 2017/2018 | Nagoya Oceans | Pescadola Machida | Shonan Bellmare          |
| 2018/2019 | Nagoya Oceans | Shriker Osaka     | Tachikawa Fuchu Athletic |

### Performance por clube
| Equipa                   | Vencedor | 2º lugar | 3º lugar | Anos                                                             |
| ------------------------ | -------- | -------- | -------- | ---------------------------------------------------------------- |
| Nagoya Oceans            | 11       | 0        | 1        | 2008, 2009, 2010, 2011, 2012, 2013, 2014, 2015, 2016, 2018, 2019 |
| Shriker Osaka            | 1        | 4        | 2        | 2017                                                             |
| Bardral Urayasu          | 0        | 2        | 2        | -                                                                |
| Pescadola Machida        | 0        | 3        | 0        | -                                                                |
| Deução Kobe              | 0        | 1        | 3        | -                                                                |
| Tachikawa Fuchu Athletic | 0        | 1        | 2        | -                                                                |
| Vasagey Oita             | 0        | 1        | 1        | -                                                                |
| Shonan Bellmare          | 0        | 0        | 1        | -                                                                |